# David Jackson Bailey
David Jackson "Jack" Bailey, född 11 mars 1812 i Lexington i Georgia, död 14 juni 1897 i Griffin i Georgia, var en amerikansk politiker. Han var ledamot av USA:s representanthus 1851–1855.
Bailey efterträdde 1851 Allen W. Owen som kongressledamot och efterträddes 1855 av Robert Pleasant Trippe.
Bailey avled 1897 och gravsattes på Oak Hill Cemetery i Griffin i Georgia.